# Krzysztof Paul
Krzysztof Paul (ur. 26 grudnia 1975 w Starogardzie Gdańskim) – polski gitarzysta i kompozytor. Absolwent Akademii Muzycznej w Gdańsku (gitara jazzowa). Założyciel i lider zespołu Paul Band, z którym nagrał dwie płyty. Współpracował z wieloma wykonawcami, m.in. Maciej Miecznikowski, Joanna Knitter, No Limits.

## Nagrody i wyróżnienia
- I miejsce na międzynarodowym konkursie gitarzystów jazzowych Guitar City 2003 w Warszawie.
- I miejsce na Przeglądzie zespołów bluesowych i jazzowych 2004 w Gdyni (Paul Band),
- II miejsce na Jazz Rock 2004 w Olsztynie (Paul Band),
- Srebrny Tukan na Przeglądzie Piosenki Aktorskiej 2008 (No Limits),
- Nagroda indywidualna na Krokus Jazz Festiwal 2011,
- Nagroda główna na międzynarodowym festiwalu Blues Alive 2013 (Czechy) (Joanna Knitter BFC),
- Grand prix festiwalu Noc Bardów 2014 (Saidowski & Paul),
- Nagroda główna na festiwalu Rawa Blues w 2015 r. (Joanna Knitter BFC).

## Wybrana dyskografia
- Ajagore – Ajagore (1999),
- Smugglers – Still Smuggling (2000),
- No Limits – Angela (2007),
- Paul Band – Wanted (2010),
- Adam Wendt Power Set – Big Beat Jazz (2011),
- Damroka – Käszebe Joł (2011),
- Paul Band – Second Face (2011),
- Joanna Knitter Blues & Folk Connection – Cruel, Cruel World (2012),
- Marcin Skrzypczak – Zmyślony (2013),
- Drive – Perpsektywa zmian (2014),
- Jamertal – Ukłon (2015),
- Damroka – Made In Käszebe (2016),
- Krzysztof Paul – Verissa (2016),
- Joanna Knitter Blues & Folk Connection – Hard, Hard Times (2017),
- Kinga i Karolina Pruś – Kłębek (2017),
- Wesołe Miasteczko – Agnieszka Osiecka – piosenki ostatnie. Live In Atelier (2017),
- Krzysztof Paul – Sora (2017).